# Dunbar (West Virginia)
Dunbar ist eine Stadt mit dem Status „City“ im Kanawha County im US-Bundesstaat West Virginia. Das U.S. Census Bureau hat bei der Volkszählung 2020 eine Einwohnerzahl von 7480 ermittelt.

## Geographie
Dunbar liegt acht Kilometer westlich von Charleston und 35 Kilometer nördlich von Madison. Der Kanawha River begrenzt den Ort im Süden. Der Interstate-64-Highway verläuft mitten durch die Stadt.

## Geschichte

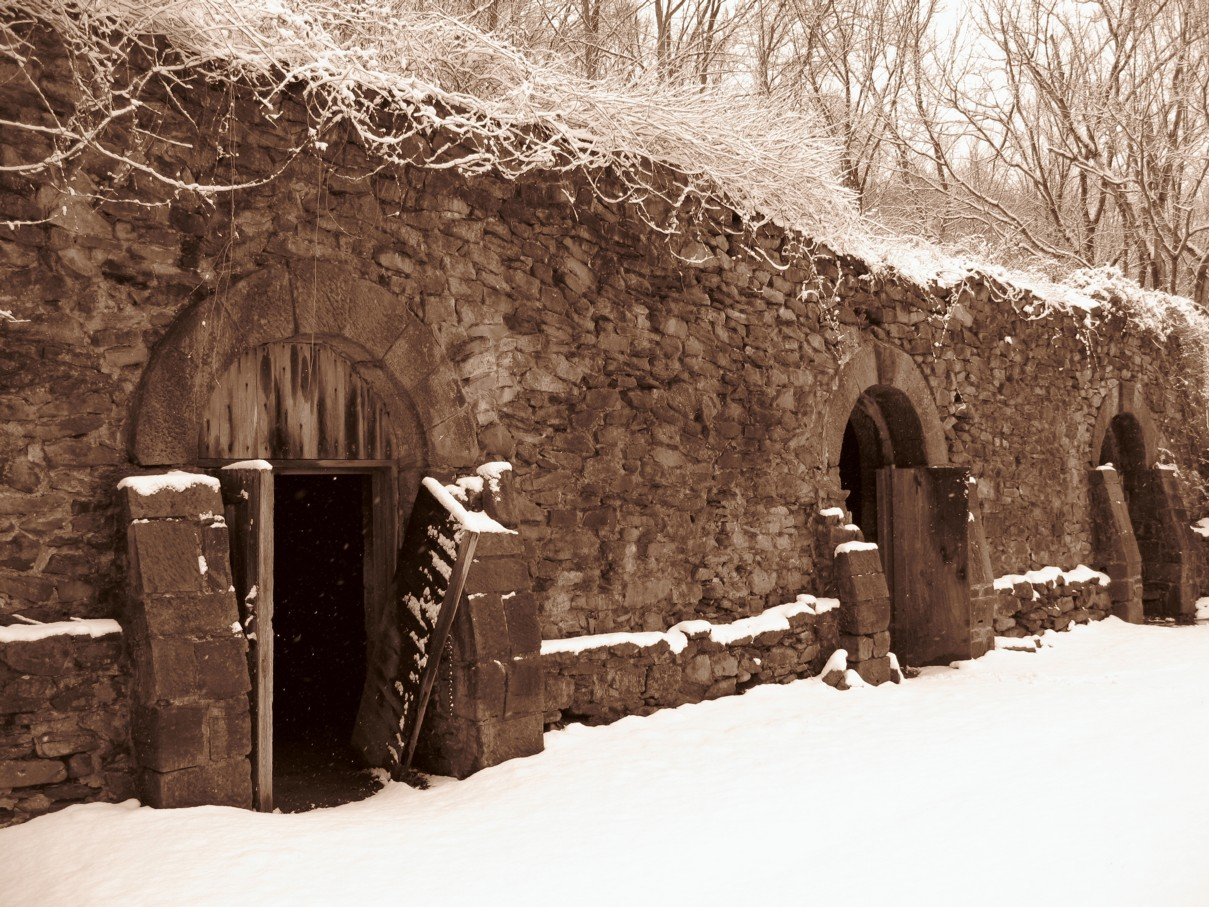
Dutch Hollow Wine Cellar

Die Gegend wurde ursprünglich von Indianern bewohnt. Erste Siedler betrieben zunächst Landwirtschaft und Weinbau. Später wurden auch Fabriken zur Glas- und Flaschenherstellung errichtet. Der Ort wurde nach dem Rechtsanwalt und Bankier Dunbar Baines benannt. Anderen Chronisten zufolge wurde der Ort nach Mary Dunbar benannt, die das Land von George Washington erbte.
Heute ist Dunbar eine ruhige Wohngegend nahe der Metropole Charleston und besitzt mehrere Parkanlagen, u. a. auch den Wine Cellar Park, in dem sich der historische Dutch Hollow Wine Cellar befindet, der im National Register of Historic Places unter der Nummer 70000654 gelistet ist.

## Demografische Daten
Im Jahr 2012 wurde eine Einwohnerzahl von 7851 Personen ermittelt, was einer Abnahme um 3,7 % gegenüber dem Jahr 2000 entspricht. Das Durchschnittsalter lag 2012 mit 43,2 Jahren in der Größenordnung des Wertes von West Virginia, der 42,6 Jahre betrug. 11,0 % der heutigen Bewohner gehen auf Einwanderer aus Deutschland zurück. Weitere maßgebliche Zuwanderungsgruppen aus Europa während der Anfänge des Ortes kamen zu 11,5 % aus England und zu 9,9 % aus Irland.